# Princesas
Princesas és una pel·lícula espanyola del 2005 dirigida per Fernando León de Aranoa, i interpretada per Candela Peña, Micaela Nevárez, Mariana Cordero i Llum Barrera. Princesas és la quarta pel·lícula del director i guionista Fernando León de Aranoa.

## Argument
Conta la història de dues prostitutes amigues, Caye, espanyola, i Zulema, immigrant, i les dificultats que comporta el seu mode de vida, així com la tensió en el col·lectiu de prostitutes entre les espanyoles i les immigrants.

## Repartiment
| Actor             | Personatge |
| ----------------- | ---------- |
| Candela Peña      | Caye       |
| Micaela Nevárez   | Zulema     |
| Mariana Be        | Pilar      |
| Llum Barrera      | Gloria     |
| Violeta Pérez (   | Caren      |
| Mònica Van Campen | Ángela     |
| Flora Álvarez     | Rosa       |
| María Ballesteros | Blanca     |
| Alejandra Lorente | Mamen      |
| Luis Callejo      | Manuel     |
| Alberto Ferreiro  | Voluntari  |
| Marc Martínez     | Adolescent |
| Pere Arquillué    | Carlos     |

## Premis i nominacions
| Any  | Premi       | Categoria                        | Actor                                          | Resultat   |
| ---- | ----------- | -------------------------------- | ---------------------------------------------- | ---------- |
| 2005 | Premis Goya | Millor pel·lícula                | Princesas                                      | Nominada   |
| 2005 | Premis Goya | Millor actriu                    | Candela Peña                                   | Guanyadora |
| 2005 | Premis Goya | Millor actriu revelació          | Micaela Nevárez                                | Guanyadora |
| 2005 | Premis Goya | Millor actor revelació           | Luis Callejo                                   | Nominat    |
| 2005 | Premis Goya | Millor guió original             | Ángel Fernández Santos Fernando Lleó de Aranoa | Nominat    |
| 2005 | Premis Goya | Millor cançó (Me llaman calle)   | Manu Chao                                      | Guanyadora |
| 2005 | Premis Goya | Millor disseny de vestuari       | Gina Daigeler                                  | Nominat    |
| 2005 | Premis Goya | Millor maquillatge i perruqueria | Nacho Ruiz Carlos Hernández                    | Nominat    |
| 2005 | Premis Goya | Millor so                        | M. Rejas A. Raposo P. Aledo                    | Nominat    |

- El Centre d'Escriptors Cinematogràfics va atorgar un premi a la millor actriu protagonista a Candela Peña.